# Carnival Cruise Lines
Carnival Cruise Lines Inc. (CCL) — компания-основатель и самая большая из 12 круизных компаний британско-американского концерна Carnival Corporation & plc. Самый крупный в мире оператор круизных судов по количеству пассажиров. Штаб-квартира расположена в Майами.  

## История
Carnival Cruise Lines основана в 1972 году израильско-американским бизнесменом Тедом Арисоном в Майами в качестве дочернего предприятия American International Travel Service (AITS) из Бостона. Ещё в 1966 году Арисон совместно с Кнутом Клостером создал судоходную компанию Norwegian Caribbean Line (позже: Norwegian Cruise Line), однако покинул предприятие из-за внутренних разногласий. Carnival начал круизную деятельность первоначально с одного судна Mardi Gras, которое уже в первом круизе село на мель около Майами. Позднее на судах компании ещё долго предлагался коктейль под названием "Mardi Gras on the Rocks" (рус. Mardi Gras на скалах). Несмотря на этот удар вскоре удалось достичь успеха. В 1982 г. впервые на линию вышло судно новой постройки - Tropicale. В 1984 г. Carnival Cruise Lines развернула широкую рекламную кампанию на американском телевидении, не имевшую ранее аналогов, а через три года акции торговались уже на Нью-Йоркской бирже. Попытка подмять под себя в 1988 г. прямого конкурента Royal Caribbean Cruise Line провалилась, после чего  Carnival Cruise Lines приобрела основанную в 1971 г. Holland America Line, попавшую в тяжёлое положение после покупки Windstar Cruises за 900 млн. US-$ в 1991 г.
С 1993 г. имя Carnival Cruise Lines стало использоваться только для компании-основателя, а все прикупленные круизные компании стали вести деятельность под именем Carnival Corporation. 
В 90-е годы Carnival, имея 8 судов класса «Fantasy», установил рекорд по количеству судов одного класса в эксплуатации. С появлением на свет Carnival Destiny, построенного на итальянской верфи Fincantieri, был побит долголетний рекорд RMS Queen Elizabeth, которое с 1940 г. считалось самым крупным пассажирским судном в мире.
Компания последовательно наращивала свой флот и зону действия. С появлением Carnival Elation в 1998 г. Carnival стал предлагать круизы вдоль Западного побережья Соединённых Штатов. Предложение круизов ещё более расширилось с появлением судов класса «Spirit» (Carnival Spirit), в программу вошли Гавайи и Аляска. 
В 2005 г. Carnival со своей Carnival Liberty вышел впервые в Средиземное море, действуя уже глобально по всему миру, когда в 2008 появились цели и в Северной Европе.
В 2005 г. тремя судами корпорации воспользовалось правительство США для размещения пострадавших в результате действий урагана «Катрина»: Holiday в Мобил (Алабама), затем в Паскагула (Миссисипи), Ecstasy и Sensation были переведены в Новый Орлеан. Сомнительный договор сроком на шесть месяцев обошёлся налогоплательщику в 236 млн. US-$.
21 сентября 2009 г. было принято в эксплуатацию самое большое судно компании — Carnival Dream.
В 2020 году, из-за последствий пандемии коронавируса, Carnival Corp., потерявшая из-за пандемии миллиарды долларов, заявила, что планирует продать 18 лайнеров из своего флота (так, в турецкую Алиагу уже отправились Carnival Fantasy и несколько его собратьев, построенных в 1990-х годах).

## Флот компании
Carnival Cruise Lines называет находящиеся в настоящее время в эксплуатации 23 круизных судна также как «Fun Ships» (рус. развлекательные суда). Характерной для всех судов Carnival является бросающаяся в глаза форма трубы, напоминающая хвостовой плавник кита и появившаяся впервые в 1981 г. при строительстве нового судна у Tropicale. В 2007 году компания сделала имена судов однотипными, начинающимися словом "Carnival".
В большинстве случаев суда располагаются в различных портах США, но в зависимости от района эксплуатации ходят также и из иностранных портов.
- Карибское побережье: Майами (Флорида), Тампа (Флорида), Порт-Канаверал (FL), Форт-Лодердейл (Флорида), Джэксонвилл (Флорида), Новый Орлеан (Луизиана), Галвестон (Техас), Мобил (Алабама)
- Атлантическое побережье: Чарльстон (Южная Каролина), Нью-Йорк (Нью-Йорк), Балтимор (Мэриленд), Норфолк (Виргиния)
- Тихоокеанское побережье: Уиттиер/Анкоридж, (Аляска), Сиэтл (Вашингтон), Лонг-Бич (Калифорния), Сан-Диего (Калифорния), Гонолулу (Гавайи)
- вне США: Сан-Хуан, (Пуэрто-Рико), Ванкувер (Канада), Чивитавеккья/Рим (Италия)

### КлассFantasy
| Название             | Заводской номер | Изображение | Год постройки | Регистровый тоннаж брт | Экипаж | Каюты | Верфь                            | Статус/Состояние                              |
| Carnival Ecstasy     | 480             |             | 1991          | 70 526                 | 920    | 1026  | Kvaerner Masa Yards AB, Helsinki | бывш. Ecstasy; в эксплуатации с 1991 года     |
| Carnival Sensation   | 484             |             | 1993          | 70 538                 | 920    | 1026  | Kvaerner Masa Yards AB, Helsinki | бывш. Ecstasy; в эксплуатации с 1993 года     |
| Carnival Fascination | 487             |             | 1994          | 70 538                 | 920    | 1026  | Kvaerner Masa Yards AB, Helsinki | бывш. Fascination; в эксплуатации с 1994 года |
| Carnival Imagination | 488             |             | 1995          | 70 367                 | 920    | 1026  | Kvaerner Masa Yards AB, Helsinki | бывш. Imagination; в эксплуатации с 1995 года |
| Carnival Inspiration | 489             |             | 1996          | 70 367                 | 920    | 1026  | Kvaerner Masa Yards AB, Helsinki | бывш. Ecstasy; в эксплуатации с 1996 года     |
| Carnival Elation     | 491             |             | 1998          | 70 390                 | 920    | 1026  | Kvaerner Masa Yards AB, Helsinki | бывш. Inspiration; в эксплуатации с 1998 года |
| Carnival Paradise    | 494             |             | 1998          | 70 390                 | 920    | 1026  | Kvaerner Masa Yards AB, Helsinki | бывш. Paradise; в эксплуатации с 1998 года    |

### КлассDestiny/ КлассTriumph
| Название         | Заводской номер | Изображение | Год постройки | Регистровый тоннаж брт | Экипаж | Каюты | Верфь                          | Статус/Состояние           |
| Carnival Destiny | 5941            |             | 1996          | 101 353                | 1086   | 1321  | Fincantieri S.p.A., Monfalcone | в эксплуатации с 1996 года |
| Carnival Triumph | 5979            |             | 1999          | 101 509                | 1100   | 1379  | Fincantieri S.p.A., Monfalcone | в эксплуатации с 1999 года |
| Carnival Victory | 6045            |             | 2000          | 101 509                | 1100   | 1379  | Fincantieri S.p.A., Monfalcone | в эксплуатации с 2000 года |

### КлассSpirit
| Название         | Заводской номер | Изображение | Год постройки | Регистровый тоннаж брт | Экипаж | Каюты | Верфь                            | Статус/Состояние           |
| Carnival Spirit  | 499             |             | 2001          | 85 920                 | 961    | 1062  | Kvaerner Masa Yards AB, Helsinki | в эксплуатации с 2001 года |
| Carnival Pride   | 500             |             | 2001          | 85 920                 | 961    | 1062  | Kvaerner Masa Yards AB, Helsinki | в эксплуатации с 2002 года |
| Carnival Legend  | 501             |             | 2002          | 85 942                 | 961    | 1062  | Kvaerner Masa Yards AB, Helsinki | в эксплуатации с 2003 года |
| Carnival Miracle | 503             |             | 2004          | 85 942                 | 961    | 1062  | Kvaerner Masa Yards AB, Helsinki | в эксплуатации с 2003 года |

### КлассConquest
| Название          | Заводской номер | Изображение | Год постройки | Регистровый тоннаж брт | Экипаж | Каюты | Верфь                          | Статус/Состояние           |
| Carnival Conquest | 6057            |             | 2002          | 110 239                | 1160   | 1487  | Fincantieri S.p.A., Monfalcone | в эксплуатации с 2002 года |
| Carnival Glory    | 6058            |             | 2003          | 110 239                | 1160   | 1487  | Fincantieri S.p.A., Monfalcone | в эксплуатации с 2003 года |
| Carnival Valor    | 6082            |             | 2004          | 110 239                | 1160   | 1487  | Fincantieri S.p.A., Monfalcone | в эксплуатации с 2004 года |
| Carnival Liberty  | 6111            |             | 2005          | 110 320                | 1160   | 1487  | Fincantieri S.p.A., Monfalcone | в эксплуатации с 2005 года |
| Carnival Freedom  | 6129            |             | 2007          | 110 320                | 1160   | 1487  | Fincantieri S.p.A., Monfalcone | в эксплуатации с 2007 года |

### КлассSplendor
| Название          | Заводской номер | Изображение | Год постройки | Регистровый тоннаж брт | Экипаж | Каюты | Верфь                              | Статус/Состояние           |
| Carnival Splendor | 6135            |             | 2008          | 113 323                | 1160   | 1503  | Fincantieri S.p.A., Sestri Ponente | в эксплуатации с 2008 года |

### КлассDream
| Название        | Заводской номер | Изображение | Год постройки | Регистровый тоннаж брт | Экипаж | Каюты | Верфь                          | Статус/Состояние             |
| Carnival Dream  | 6151            |             | 2009          | 128 251                | 1367   | 1823  | Fincantieri S.p.A., Monfalcone | в эксплуатации с 2009 года   |
| Carnival Magic  | 6167            |             | 2011          | 128 048                | 1367   | 1823  | Fincantieri S.p.A., Monfalcone | первый рейс 1 мая 2011 года  |
| Carnival Breeze | 6201            |             | 2012          | 128 052                | 1386   | -     | Fincantieri S.p.A., Monfalcone | первый рейс 3 июня 2012 года |

### КлассExcel
Mardi Gras
- Carnival Celebration
- Carnival Jubilee
- Carnival Festivale[4] (2027)[5]
- TBA (2028)[6][7][8][9][10]

## Бывшие суда

### Суда без класса
| Название   | Заводской номер | Изображение       | Год постройки | Регистровый тоннаж брт | Оператор  | Верфь                                    | Статус/Состояние |
| Mardi Gras | 171             |                   | 1961          | 18.261                 | 1972-1993 | Vickers-Armstrong Ltd., Barrows          | IMO 5103936; ранее Empress of Canada в CP Ships, судно порезано на металлолом в 2003 г.                                                                     |
| Carnivale  | 731             |                   | 1956          | 18.952                 | 1975-1994 | Fairfield S. B. & Eng. Co. Ltd., Glasgow | IMO 5103924; ранее Empress of Britain в CP Ships, судно порезано на металлолом в 2008 г.                                                                    |
| Festivale  | 720             | Festivale на фото | 1962          | 26.632                 | 1977-1994 | John Brown & Co. Ltd., Clydebank         | IMO 5367623; ранее Transvaal Castle в Union-Castle Line, судно порезано на металлолом в 2003 / 2004                                                         |
| Tropicale  | 234             |                   | 1981          | 22.919                 | 1981-2000 | Aalborg Vaerft AS, Aalborg               | IMO 7915096; ранее 2000-2005 Costa Tropicale в Costa Crociere S.p.A. 2005-2008 Pacific Star в P&O Cruises Australia с 2008 Ocean Dream в Pullmantur Cruises |

### Класс "Holiday"
| Название    | Заводской номер | Изображение | Год постройки | Регистровый тоннаж брт | Оператор  | Верфь                      | Статус/Состояние                                          |
| Holiday     | 246             |             | 1985          | 46.052                 | 1985-2009 | Aalborg Vaerft AS, Aalborg | IMO 8217881; в ноябре 2009 судно продано в Ibero Cruceros |
| Jubilee     | 596             |             | 1986          | 47.262                 | 1984-2004 | Kockums AB, Malmö          | IMO 8314122; с 2004 Pacific Sun в P&O Holiday             |
| Celebration | 597             |             | 1987          | 47.926                 | 1987-2008 | Kockums AB, Malmö          | IMO 8314134; с 2008 Grand Celebration в Ibero Cruceros    |

### "Fantasy"
| Название         | Заводской номер | Изображение | Год постройки | Регистровый тоннаж брт | Оператор  | Верфь                             | Статус/Состояние                                        |
| Carnival Fantasy | 479             |             | 1990          | 70 367                 | 1990-2020 | Kvaerner Masa Yards AB, Хельсинки | бывш. Fantasy; сдан на слом в Алиаге, Турция, в 2020 г. |